# Aprip-Gur
Aprip-Gur – wieś położona w północnej części Albanii w gminie Fierzë. Wieś znajduje się 104 kilometrów od stolicy państwa, Tirany.

## Etymologia
Według Justina Rroty, albańskiego nauczyciela, filologa, teologa i duchowego katolickiego, nazwa wsi wywodzi się od łacińskiego słowa ab ripa, które oznacza "obok brzegu, z tej strony brzegu".

## Demografia
Według spisu ludności z 1989 roku we wsi Aprip-Gur mieszkało 472 mieszkańców.